# Bildtelefon

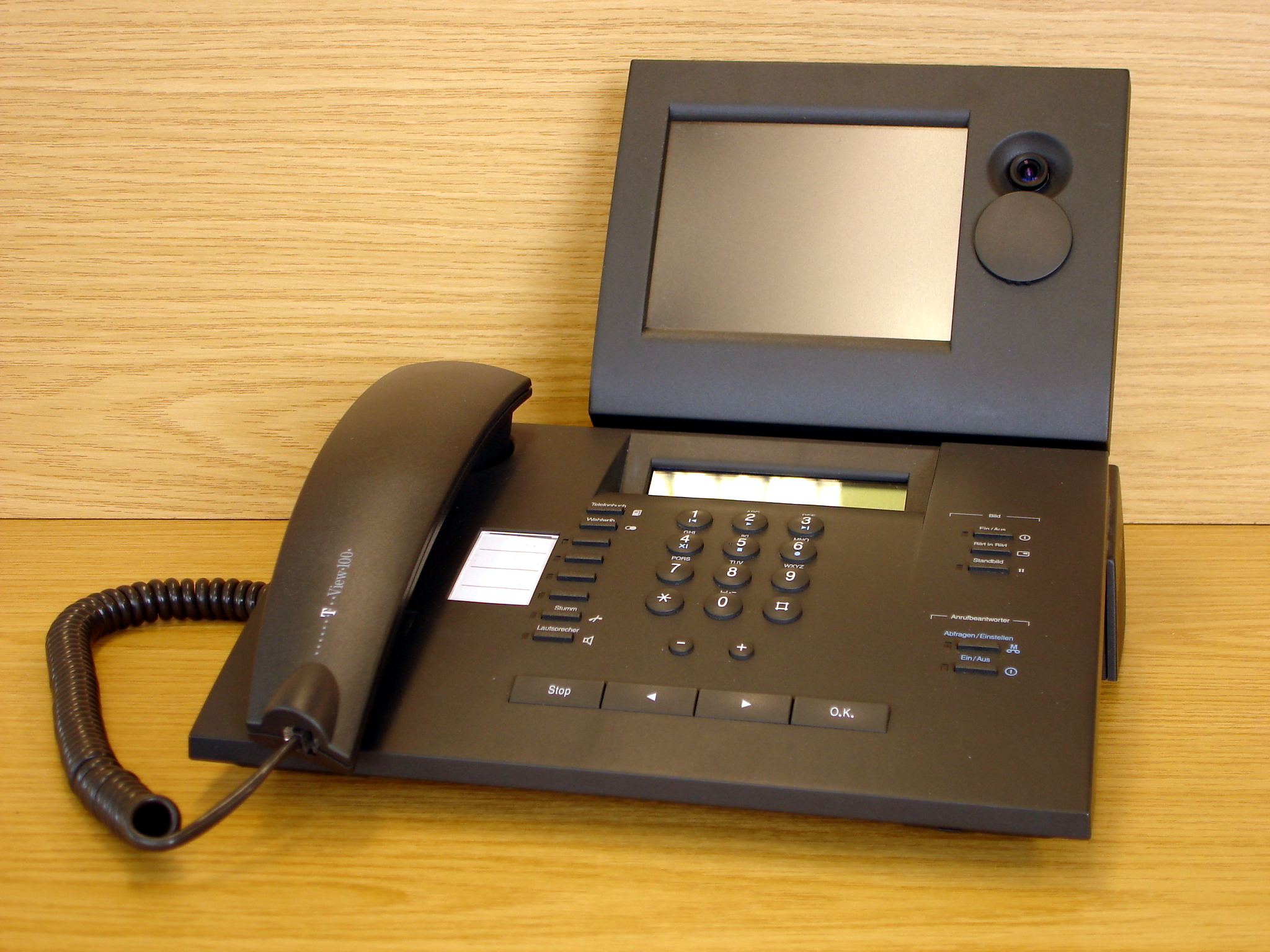
Bildtelefon T-View 100 der Deutschen Telekom

Ein Bildtelefon ist ein Telefon mit zusätzlichem Video-Bildschirm. Auch Mobiltelefone können zum Aufbau von Bildverbindungen genutzt werden.

## Funktionsweise

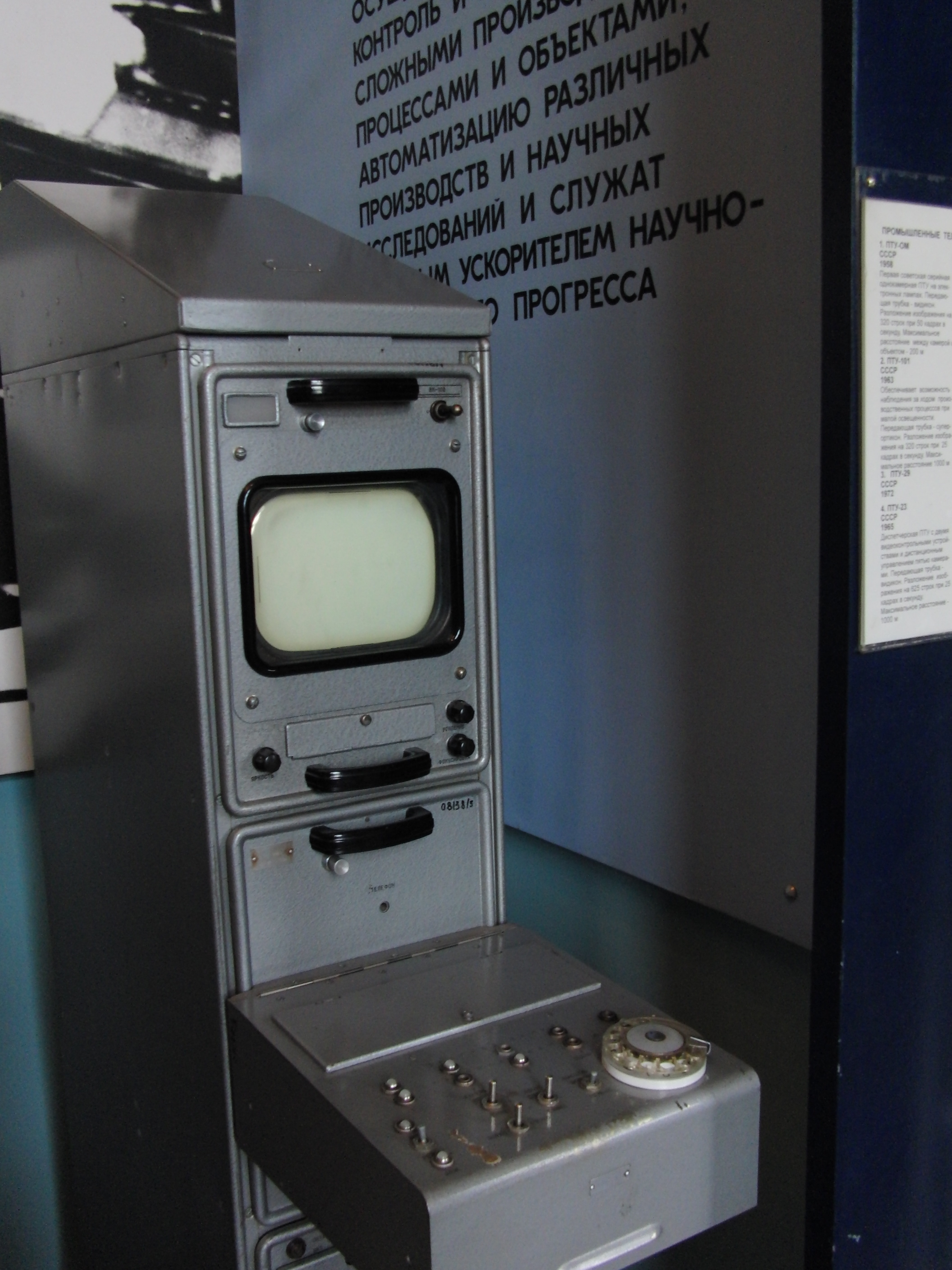
Historisches Bildtelefon, Sowjetunion

Bei einer Verbindung zweier miteinander kompatibler Bildtelefongeräte kann ein gegenseitiger Sichtkontakt der Gesprächspartner hergestellt werden. Wenn mehr als zwei Partner miteinander verbunden werden, spricht man üblicherweise von einem Videokonferenzsystem. Für Gehörlose, die sonst das Telefon nicht benutzen können, ist damit die Verständigung mit Gebärdensprache möglich.

## Deutschland
Die Idee des Bildtelefons ist so alt wie das Fernsehen. Schon vor dem Zweiten Weltkrieg fanden in Deutschland erste Versuche nach einem von Georg Oskar Schubert entwickelten Verfahren statt. 1936 wurde der erste öffentliche Fernsehsprechdienst zwischen Berlin, Leipzig, Nürnberg und München eingeführt. Aus öffentlichen Fernsehsprechstellen konnte man damals miteinander bildtelefonieren. Später wurden weitere Versuche zur Etablierung der Bildtelefonie gemacht wie beispielsweise 1985 mit dem Projekt BIGFON (Broadband Integrated Glas-Fiber Optical Network) der Deutschen Bundespost, das später zu einem Vorläufer-Breitband-Netz VBN in Deutschland ausgebaut wurde und die 20 größten Städte in Deutschland verband. Die Übertragung der Bild- und Tonsignale erfolgte digital mit 140 Mbit/s, in bester Fernsehqualität, ohne Kompression, leitungsvermittelt und nahezu ohne Verzögerungen. Große Firmen wie IBM und Daimler nutzten dieses Netz damals zur interaktiven Schulung von Mitarbeitern in ihren Niederlassungen. Dieses Netz wurde um 1992 abgeschaltet, aus gebührenpolitischen Gründen und weil u. a. eine neue bei der ITU-T standardisierte ATM-Technik eingeführt werden sollte. ATM wurde aber als Basis für Bildtelefonie nie akzeptiert.
Für das analoge Telefonnetz und später das ISDN wurden zeitweise noch Bildtelefone mit kleinem Display angeboten, die jedoch wegen hoher Anschaffungskosten und geringer Bildqualität keinen sonderlichen Markterfolg hatten. Bei Anwendungsuntersuchungen für die audio-visuelle Kommunikation im medizinischen Bereich (Patient ↔ Facharzt), bei der Betreuung alter bzw. kranker Menschen bzw. von Gehörlosen in Heimen bzw. privaten Wohnungen sind diese Geräte aber gut angenommen worden. Später wurde mit Hilfe der neuen DSL-Übertragungstechnik eine höhere Bandbreite als bei ISDN möglich, so dass unter Nutzung von PC, Webcams und entsprechender Software das Internet die Basis für Bildtelefonie wurde.

## Schweiz
BASKOM, ein leitungsvermitteltes, anwendungsorientiertes 140-Mbit/s-Versuchsnetz mit 30 Teilnehmeranschlüssen wurde 1991 in Betrieb genommen. Es bot zwei Dienste an: Videotelefonie (Bildtelefon in Farbfernsehqualität mit direktem Blickkontakt) und Videothekabruf (Filmabruf aus zentralem Bewegtbildspeicher).
2004 entwickelte die Mobily Procom GmbH in Zusammenarbeit mit Siemens ein Bildtelefon für Gehörlose in der Schweiz, das TeleSIP, basierend auf dem Internet-Protokoll. Das Projekt wurde nach einem Feldversuch wieder abgebrochen, offiziell da die Software zu fehleranfällig war. Diese Software hätte die Funktionen Bildtelefon (via Webcam), Schreibtelefon, Live-Chat und akustisches Telefon in einem Gerät vereinen sollen. Konkurrenz bekam Siemens/Procom zu dieser Zeit mit dem von verschiedenen Anbietern im Hörgeschädigtenbereich angebotene Videophone (Modell D-Link DVC-1000). Dieses benötigt im Gegensatz zu TeleSIP keinen Computer, dafür war kein Chat möglich. Dieses Produkt und weitere neuere Produkte, die nach dem SIP-Standard arbeiten, werden heute kaum noch eingesetzt. Gängige PC- und Smartphone-Lösungen ersetzten diese (Skype, FaceTime, Zoom usw.).

## Mobiltelefone als Endgeräte für Bildtelefonie

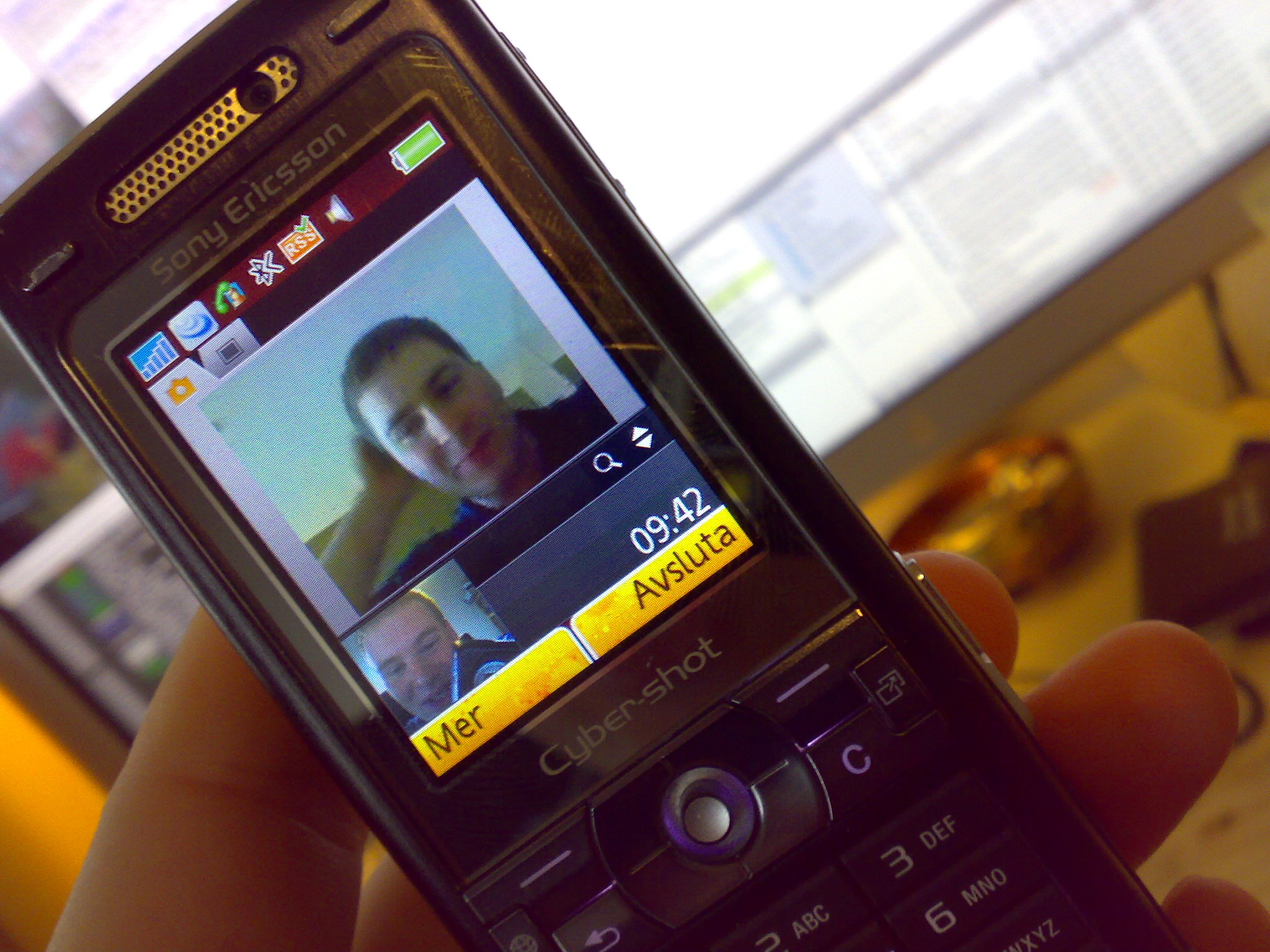
Bildtelefonie auf Mobiltelefon

Seit 2005 bieten auch mit einer Kamera ausgestattete Mobiltelefone die Möglichkeit ein Bildtelefonat zu tätigen. Hierfür muss ein leistungsfähiges Mobilfunknetz wie z. B. UMTS vorhanden sein und entsprechend ausgestattete Endgeräte, die neben dem üblichen Objektiv auf der Rückseite des Mobiltelefons auch ein Objektiv auf der Vorderseite haben. Als Übertragungstechnik kann auch ein traditioneller Internetanschluss genutzt werden, etwa wenn ein WLAN verfügbar ist; als Software kann dann etwa Skype oder WhatsApp eingesetzt werden. Zusammen mit dem iPhone 4 wurde von Apple FaceTime eingeführt.